# Za šaku dinamita
Za šaku dinamita (tal. Giù la testa; eng. A Fistful of Dynamite) je špageti-vestern Sergia Leonea iz 1971. s Jamesom Coburnom i Rodom Steigerom u ulogama bivšeg irskog revolucionara i siromašnog meksičkog razbojnika koji se susreću tijekom turbulentne Meksičke revolucije.

## Radnja

### Poštanska kočija
U Meksiku tijekom revolucije, Juana Mirandu (Rod Steiger) na putu pokupi poštanska kočija. Nakon što je ušao unutra, izruguje mu se skupina bogataša. Kočija prolazi pokraj skupine siromašnih Meksikanaca. Vozač se zaustavlja i pozove ih unutra, ali oni ne odgovaraju. Ubrzo se kočija ponovno zaustavlja, na što se bogataši prestraše. Isti Meksikanci razbijaju prozore na kočiji i prijete pištoljima putnicima, osim Juanu. Otkriva se da su oni Juanova obitelj. Opljačkaju bogataše i pošalju ih niz brdo.

### Juan upoznaje Johna
Ubrzo nakon toga upoznaju Seana Malloryja (James Coburn), IRA-ina stručnjaka za eksplozive koji bježi od Britanaca. Nazivaju ga uobičajenijim imenom: John, jer im je izgovor njegova pravog imena stran. Vidjevši da John zna rukovati eksplozivom, Juan ga odlučuje nagovoriti da se pridruži razbojnicima u napadu na veliku banku u Mesa Verdeu. John je u međuvremenu stupio u kontakt s revolucionarima i namjerava iskoristiti svoj dinamit u njihovu službu.

### Mesa Verde
Dok napadaju banku, što je dio orkestriranog revolucionarnog napada na vojsku (koji je organizirao dr. Villega), Juan, međutim, shvaća da u banci nema novca te je vojska koristi kao zatvor za političke zatvorenike. Ne znajući to, Juan i njegova obitelj u potrazi za novcem oslobađaju zatvorenike, a Juan postaje junak revolucije.

### Bitka u brdima
Kasnije, vojska proganja revolucionare u brdima. John i Juan se dobrovoljno javljaju da će stati iza dva mitraljeza i dinamita. Zahvaljujući Johnovim vještinama, veliki dio vojne postrojbe je uništen dok se skrivao ispod mosta, ali general Günther Reza koji zapovijeda njemačkim oklopnjakom preživljava.

### Tragedija u špilji
Nakon bitke, John i Juan otkrivaju kako je većinu njihovih suboraca, uključujući Juanovu obitelj i djecu, pobila vojska u špilji. Obuzet tugom i bijesom, Juan se sukobljava s vojskom ispred špilje sa strojnicom u ruci, ali ubrzo biva zarobljen. John se ušulja u vojni kamp i ugleda kako streljački vodovi likvidiraju revolucionare koje je izdao dr. Villega nakon što su ga mučili pukovnik Günther i njegovi ljudi (ovo u Johnu budi uspomene o sličnoj izdaji koju su počinili njegovi najbolji prijatelji u Irskoj). U drugom kampu, Juan se također nađe pred strijeljanjem, ali John dinamitom diže vod u zrak, a njih dvojica uspijevaju pobjeći na Johnovu motoru.

### Vlak generala Huerte
Kasnije, John i Juan se skrivaju u stočnom vagonu vlaka. Vlak u posljednji trenutak staje kako bi pokupio tiranina generala i guvernera Huertu koji također bježi s malom svotom u strahu od dolaska revolucionara predvođenih Panchom Villom i Emilianom Zapatom. Vlak na putu upada u zasjedu, a Juan ubija generala Huertu. Kako se otvaraju vrata vagona, Juana pozdravlja rulja, a on opet neočekivano postaje heroj revolucije.

### Vlak pukovnika Reza
Nakon ovoga, John i Juan sa zapovjednicima lokalnih revolucionara putuju vlakom, a pridružuje im se i oslobođeni dr. Villega; samo John zna za Villeginu izdaju. Na putovanju saznaju da će snage Pancha Ville kasniti 24 sata, dok vlak s tisuću vojnika predvođenih pukovnikom Rezom stiže za nekoliko sati. John predlaže da napune lokomotivu dinamitom i pošalju je naprijed. Zatraži još jednog čovjeka, ali umjesto da uzme Juana, izabire dr. Villegu. Na putu, John kaže Villegi da zna za njegovu izdaju. Iako kaže da još može biti od koristi revoluciji, Villega obuzet krivnjom i unatoč Johnovim molbama, ne iskače iz lokomotive prije nego što ona udara vojni vlak. John iskače na vrijeme, vojni vlak ispada iz tračnica, a dobar dio odlazi u zrak.

### Posljednja bitka
Revolucionarska zasjeda je uspješna, ali kad John pođe kako bi se sastao s Juanom, u leđa ga pogađa pukovnik Rez. Razjaren, Juan kreće na Reza sa svojom strojnicom i ubija ga. Dok John umire, prisjeća se svojeg najboljeg prijatelja i djevojke. Gledatelj prvi put saznaje da su John i njegov najbolji prijatelj bili upetljani u ljubavni trokut s tom ženom. Juan upita Johna o dr. Villegi. John sačuvava doktorovu tajnu i kaže Juanu da je poginuo kao junak revolucije. Dok Juan zaziva pomoć za umirućeg Johna, John, shvativši da mu je kraj blizu, diže sam sebe dinamitom.

## Produkcija
Scenarij za film su napisali Luciano Vincenzoni, Sergio Donati i Sergio Leone. Leone je bio duboko povezan s projektom od njegova početka, ali u početku nije namjeravao režirati film. Peter Bogdanovich, njegov originalni izbor za redatelja, ubrzo je napustio projekt jer nije imao traženu kontrolu nad njim. Leone je nakon toga angažirao svog redovnog pomoćnog redatelja da režira film. Međutim, Coburn (koji je odbio glavnu ulogu u filmu Za šaku dolara samo sedam godina prije) i Steiger su odbili glumiti ako film ne režira sam Leone. Pristao je, a Santi je ostao pomoćni redatelj. Zbog ovih promjena, neki obožavatelji smatraju da je Za šaku dinamita dva filma u jednom (prvi, smješniji dio u vezi Mesa Verde dok se drugi, puno ozbiljniji, bavi revolucijom).

## Kritike
U usporedbi s Leoneovim prethodnim filmom, Bilo jednom na Divljem zapadu, Za šaku dinamita nije bio toliko popularan. Jedan od razloga za to može biti Leoneovo inzistiranje na naslovu Duck, You Sucker, što je vjerojatno ostavilo dojam da je film humoristični vestern. Leone je bio uvjeren da je fraza "Duck, you sucker" popularna američka fraza, unatoč tvrdnjama američkih zvijezda Roda Steigera i Jamesa Coburna da nikad nisu čuli za nju. Kad je film 1972. doživio reizdanje, studio ga je preimenovao u Za šaku dinamita, povezavši ga tako s Leoneovim prvim hitom, Za šaku dolara.

## Analiza
Za šaku dinamita vjerojatno sadrži više socijalne kritike nego bilo koji drugi Leoneov film. Film počinje s citatom Mao Zedonga o prirodi revolucija i klasnih sukoba. Kroz film Leone prikazuje duboke klasne podjele koje su oblikovale Meksiko tijekom krvave revolucije. Glavni negativac, Gunter Ruiz (Antoine Saint-John), prikazan je kao nacistički tenkovski zapovjednik u oklopnom vozilu. U filmu se javlja i nekoliko scena u kojima meksički Federalesi likvidiraju revolucionare. Leone ih je namjerno ubacio kako bi predstavljale paralelu s fašizmom. Naime, redatelj je odrastao u Italiji Benita Mussolinija tijekom Drugog svjetskog rata. Film je, unatoč Leonevim ljevičarskim idejama, trebao biti i kritika ljevičarskih "revolucionaških" redatelja kao što je Jean-Luc Godard i niza tzv. "Zapata vesterna" koji su postali dominantni u žanru špageti vesterna. Zbog toga je film dosta izrezan. Do danas je objavljeno nekoliko verzija filma, od kojih je svaka uključivala novi materijal.

## Povijesne netočnosti
- Kad Juan pretražuje Seanove stvari pronalazi zastavu na kojoj je prišiven anakronim "I.R.A.". IRA nije osnovana sve do 1919., tijekom Irskog rata za nezavisnost, nakon Meksičke revolucije. Skraćenica je trebala biti "I.R.B." (Irsko republikansko bratstvo).
- Jedan od mitraljeza koji se koriste je njemački MG 42, prvi put korišten u Drugom svjetskom ratu.
- Guverner/general Huerta ubijen je pištoljem Browning HP, koji je u upotrebu ušao 1935.
- Johnov motor je model iz 1928.

## Glumci
| Glumac             | Uloga                                   |
| ------------------ | --------------------------------------- |
| James Coburn       | John (Sean) H. Mallory                  |
| Rod Steiger        | Juan Miranda                            |
| Maria Monti        | Adelita, žena u poštanskoj kočiji       |
| Rik Battaglia      | Santerna                                |
| Franco Graziosi    | General/Guverner Huerta                 |
| Romolo Valli       | Dr. Villega                             |
| Antoine Saint-John | Gutierrez/Pukovnik Günther Reza         |
| Vivienne Chandler  | Johnova djevojka (flashback)            |
| David Warbeck      | Johnov prijatelj Sean Nolan (flashback) |
| Giulio Battiferri  | Miguel                                  |
| Poldo Bendandi     | Pogubljeni revolucionar                 |
| Omar Bonaro        |                                         |
| Roy Bosier         | Landowner                               |
| John Frederick     | Amerikanac                              |

## Vanjske poveznice
- Za šaku dinamita u internetskoj bazi filmova IMDb-a
- Članak o mnogim verzijama filma
- Sergio Leone messageboard
- www.spaghetti-western.net